# Monte Hungabee

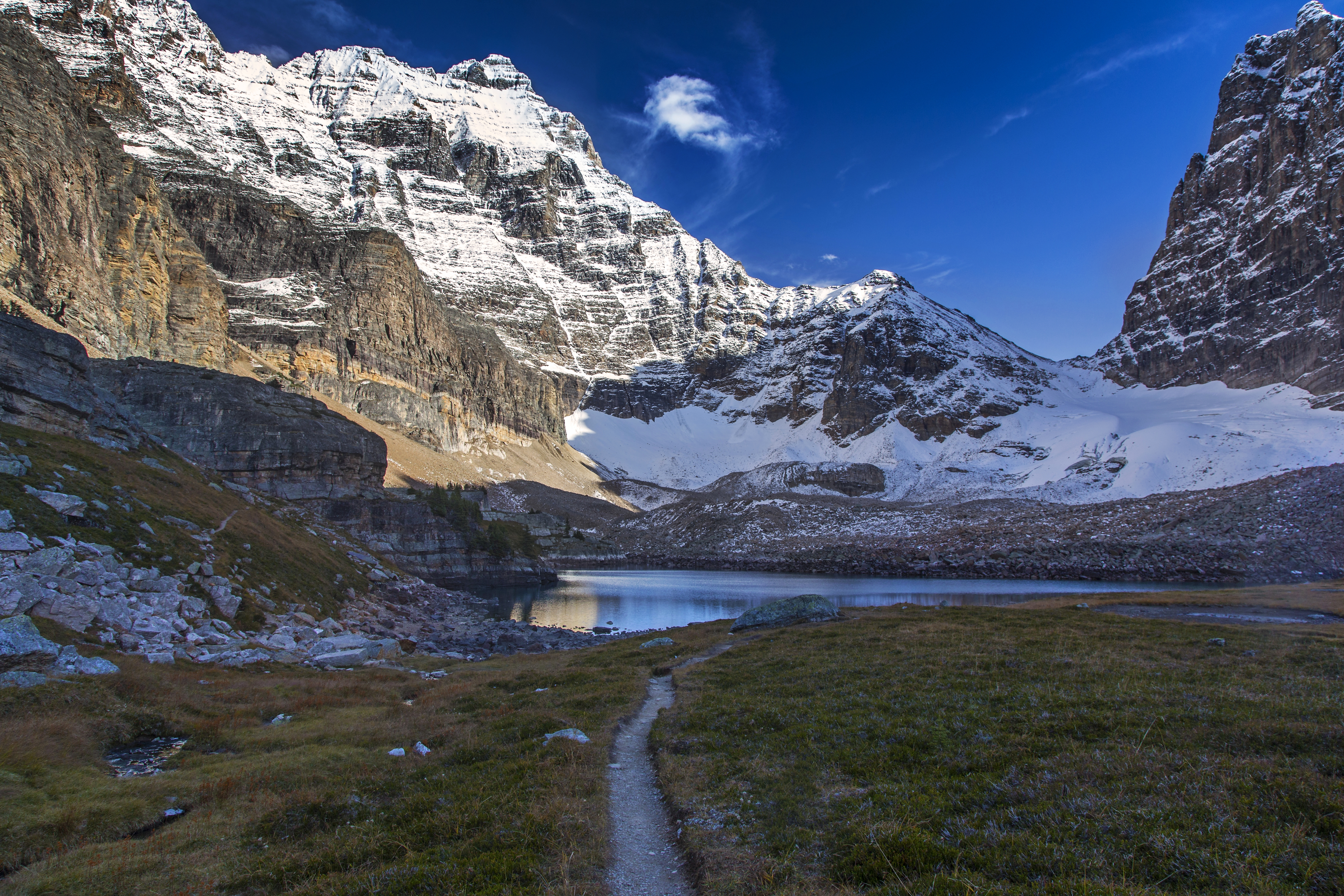
El monte Hungabee (izquierda) y paso Opabin

El monte Hungabee (en inglés: Mount Hungabee, oficialmente Hungabee Mountain), es una montaña de Canadá situada en los límites de los parques nacionales de Banff y  Yoho, en la divisoria continental, en la cabeza del valle del Paraíso. El pico fue bautizado en 1894 por Samuel Allen en honor a la palabra india de la tribu Stoney (también conocida como pueblo Nakoda) que significa "cacique", ya que la montaña es más alta que sus picos vecinos. La montaña puede verse desde la carretera Icefields Parkway (n.º 93) en la parte alta del Bow Valley.

## Escalada
Historia
El monte Hungabee fue escalado por primera vez en 1903 por H.C. Parker, guiado por Hans Kaufmann y Christian Kaufmann.
Rutas
La ruta normal de escalada es a través de la cresta oeste (III 5.4), que presenta dificultades para encontrar la ruta. No se recomienda a principios de verano debido al riesgo de avalanchas de nieve en la cara NW.

## Geología
El monte Hungabee se compone de roca sedimentaria depositada durante los periodos Precámbrico a Jurásico. Formada en mares poco profundos, esta roca sedimentaria fue empujada hacia el este y sobre la parte superior de la roca más joven durante la orogenia Laramide.

## Clima
Según la clasificación climática de Köppen, el monte Hungabee se encuentra en un clima subártico con inviernos fríos y con frecuentes nevadas y veranos suaves. Las temperaturas pueden caer por debajo de -20 C con factores de sensación térmica por debajo de -30 C.

## Otras lecturas
- Chic, Scott. Pushing the Limits: The Story of Canadian Mountaineering. p. 175.